# Carlos Guimarães Pinto
Carlos Manuel Guimarães Oliveira Pinto  mais conhecido por Carlos Guimarães Pinto (Espinho, Paramos, 21 de agosto de 1983) é um economista, autor, professor universitário e político português. Foi o 2.º presidente da Iniciativa Liberal, cargo que abandonou em 2019, dando lugar a João Cotrim de Figueiredo. Foi eleito deputado à Assembleia da República nas Eleições Legislativas de 2022, pelo círculo eleitoral do distrito do Porto.

## Biografia
Carlos Guimarães nasceu em Paramos, no município de Espinho, onde passou a infância e concluiu o ensino secundário. 
Formou-se em Economia na Universidade do Porto em 2006. Um ano depois mudou-se para os Emirados Árabes Unidos, onde colaborou como consultor de estratégia na área das telecomunicações e digital para empresas em mais de 20 países. Durante esse tempo, coescreveu um livro, participou em blogues e jornais de intervenção política com foco em questões relativas à crise económica em Portugal na primeira metade da década de 2010. Regressou a Portugal em 2015 para se doutorar em Economia, tendo defendido a sua tese de doutoramento em 2021.
É investigador na área da Economia Internacional e deputado eleito pela Iniciativa Liberal.
Guimarães Pinto apresenta ligeira gaguez, condição que ele próprio assume. É agnóstico.

### Política
É autor de vários artigos e blogues de análise económica. Tornou-se conhecido do público através das suas crónicas em jornais económicos, nomeadamente no site informativo ECO e no blogue O Insurgente. Foi convidado a liderar o partido Iniciativa Liberal na sequência da demissão do anterior presidente Miguel Ferreira da Silva. Consigo a liderar o partido, a Iniciativa Liberal conseguiu eleger um deputado, pelo circulo eleitoral de Lisboa, nas primeiras eleições legislativas que o partido disputou, tornando-se, assim, no primeiro partido defensor aberto do liberalismo europeu na Assembleia da República.
A 25 de janeiro de 2021, anunciou, juntamente com Adolfo Mesquita Nunes (ex-CDS-PP) e Carlos Moreira da Silva, a criação do Think Tank MaisLiberdade, que se dedica à partilha de informações e dados sobre políticas liberais ao redor do mundo. 
Em Dezembro de 2021 anunciou a sua candidatura, novamente pelo partido IL, à Assembleia da República, para o cargo de deputado. Candidata-se pelo Círculo Eleitoral do Porto, onde vive, apesar de nascido no distrito de Aveiro.
A 30 de Janeiro de 2022 foi eleito Deputado pela Iniciativa Liberal pelo Círculo do Porto.

## Resultados eleitorais

### Eleições Legislativas
| Data | Partido     | Partido | Circulo eleitoral | Posição     | Cl.    | Votos         | %             | +/-    | Status     | Notas                            |
| ---- | ----------- | ------- | ----------------- | ----------- | ------ | ------------- | ------------- | ------ | ---------- | -------------------------------- |
| 2019 |             | IL      | Porto             | 1.º (em 40) | 7.º    | 14 221        | 1,52 / 100,00 |        | Não Eleito | Presidente da Iniciativa Liberal |
| 2022 | 1.º (em 40) | IL      | Porto             | 3.º         | 50 359 | 5,11 / 100,00 | 3,59          | Eleito |            |                                  |
| 2024 | 1.º (em 40) | IL      | Porto             | 4.º         | 64 050 | 5,75 / 100,00 | 0,64          | Eleito |            |                                  |

### Autor
- A força das ideias: histórias de uma eleição. Portugal: Alêtheia. 2020. ISBN 9789898906588
- A crise resolvida. Portugal: edição de autor. 2013. ISBN 9781482397451

### Co-autor
- O Economista Insurgente: 101 perguntas incómodas sobre Portugal. Portugal: Esfera dos Livros. 2014. ISBN 978-989-626-569-4
- Juntos, Somos Quase um um 31: Liberais à Solta!. Portugal: Alêtheia. 2019. ISBN 978-989-890-613-7
- Linhas Direitas: Cultura e Política à Direita. Portugal: Dom Quixote. 2019. ISBN 9789722069212
- Milhões a Voar: as mentiras que nos contaram sobre a TAP. Portugal: Alêtheia. 2022. ISBN 9789899077331